# Antonio Gervasoni
Antonio Gervasoni Florez-Estrada (n. Lima, 13 de noviembre de 1973) es un compositor peruano.

## Biografía
Antonio Gervasoni se embarcó en su odisea musical a los 3 años, explorando inicialmente varios instrumentos y finalmente incursionando en el piano a los 9 años. A los 18, guiado por la reconocida pianista peruana Elke Brunke, había perfeccionado sus habilidades pianísticas, sin embargo, su verdadera pasión residía en la composición más que en la interpretación. 
Sus incursiones iniciales en la composición en 1992, mientras seguía una carrera en Ingeniería de Sistemas, marcaron el comienzo de su trayectoria artística. Más inspiración le llegó durante 1997-1998 cuando asistió a clases magistrales con Vladislav Uspensky, un antiguo alumno de Dmitri Shostakovich, quien lo animó a profundizar en la composición musical.
En 2001, Gervasoni se matriculó en la Universidad Nacional de Música (antes Conservatorio Nacional de Música), donde estudió composición con José Sosaya y piano con Teresa Quesada. En abril de 2021, obtuvo una maestría en composición de la Universidad de Birmingham.
Gervasoni es miembro fundador del Círculo Composición del Perú (Circomper) y se desempeñó como Director inaugural de la Escuela de Música de la Universidad Peruana de Ciencias Aplicadas — UPC (2009-2012). Actualmente, ocupa una plaza docente en la UPC, impartiendo clases de composición y orquestación. Además, ha sido docente en la Universidad Nacional de Música y de la Facultad de Comunicación de la Universidad de Lima.
El extenso catálogo de música de concierto de Antonio Gervasoni abarca un amplio espectro, desde composiciones para solistas hasta una ópera de cámara en cuatro actos titulada "R". Algunas de sus obras son publicadas por la editorial estadounidense Cayambis Music Press y se pueden encontrar en varias bibliotecas, incluida la Biblioteca del Congreso de Estados Unidos. 
Además de su música de concierto, Gervasoni también se ha aventurado en el ámbito de la música de cine. Ha compuesto las bandas sonoras de ocho largometrajes peruanos: "La Prueba" (2005), "Dragones: Destino de Fuego" (2006), "La Gran Sangre: La Película" (2006), "Vidas Paralelas" (2008), "El Delfín. Historia de un soñador" (2009), "Tarata" (2009), "La Amante del Libertador" (2014) y "La Hora Azul" (2014). Además, escribió la banda sonora del cortometraje portugués "Holy Popcorn" (2013), dirigido por Ramón De Los Santos.
Las composiciones de Antonio Gervasoni se han interpretado en numerosos países, entre ellos Argentina, Brasil, Cuba, Chile, Finlandia, Alemania, Países Bajos, Perú, Portugal, España y Estados Unidos.

## Premios y Distinciones
- Vanguard Premieres Choral Composition Contest 2004 (en la categoría «Compositores emergentes») otorgado por el Henry Ford Community College de Dearborn, Míchigan, Estados Unidos, por la obra A-Nir.[1]
- Fellowship in Music Composition (2007), por el London College of Music.
- Most Distinguished Musician and Special Mention por su participación en el IBLA Grand Prize otorgado por la IBLA Foundation en 2014, por la obra KOCMOC (Cosmos).[2]
- Mención Honrosa en el 3.er Festival Brasil de Cinema Internacional en 2015, por la banda sonora de la película peruana La Amante del Libertador (2014).[3]
- Entre los ganadores en la 2018 Newly Published Music Competition organizada por la National Flute Association, en la categoría "Duets with other instruments" con la obra Il Giardino della Casa (2016), para flauta y guitarra.[4]
- Beneficiario del Concurso de Proyectos de Producción Musical 2022 del Ministerio de Cultura del Perú.

## Obras

### Música sinfónica y sinfónico-vocal
- Icarus (2003), para orquesta.
- Shir (2006), cantata para solistas, coro, orquesta y narrador.
- Cinematic Overture (2013), para orquesta sinfónica.
- KOCMOC (Cosmos) (2013), para orquesta.
- The Garden of the Shadows (2016), versión de la obra homónima de 2001 para orquesta sinfónica.

### Música para solista y orquesta
- Piano Concerto "Remembrance" (2020), concierto para piano y orquesta.
- Concierto para Trompeta (2023), concierto para trompeta y orquesta.
- Atipanakuy (2024), fantasía para violín y orquesta.
- Flute Concerto "Heart and Mind" (2024), concierto para flauta y orquesta.

### Música de cámara
- Paleodrama (2001), para piano solo.
- The Garden of the Shadows (2001), para octeto de maderas.
- Grotesque Quartet (2003), para cuarteto de cuerdas.
- Cæsarum (2004), para percusión indeterminada, coro y recitador.
- Portrait (2005), para quinteto de piano.
- Five Good Fellows (2005), para clarinete solo.
- Argo Navis (2006), para flauta sola.
- Fantastic Episodes (2009), para orquesta de cámara.
- The Garden of the Shadows (2011), versión de la obra homónima de 2001 para piano solo.
- The Wolf-Leader (2012), para 7 músicos.
- Imágenes de la Costa Peruana (2015), para trompeta, piano, guitarra y percusión.
- Pictorial Miniatures (2016), para sexteto de dobles cañas.
- Il giardino della casa (2016), para flauta y guitarra.
- Pictorial Miniatures (2016), para sexteto de dobles-cañas.
- Pandora’s Box (2017), para viola y clarinete.
- Poetic Melodies (2018), para oboe solo.
- Northern Landscapes (2020), para cuarteto de cuerdas.
- The Spirits of Cahuachi (2020), para 10 músicos.
- Pregón (2020), para flauta, clarinete, 2 violines y cello.
- Symphony for Piano Quintet (2022), quinteto de piano.
- Drifting (2022), trío de cuerdas.
- The Battle of the Gods (2024), sonata para dos pianos.
- Floralia (2024), para marimba sola.
- Le Parfum de la Mort (2025), para violín solo
- Gattesca (2025), para piano solo

### Música vocal y ópera
- El Sereno (2001), para piano y barítono.
- A-nir (2002), para coro mixto a cappella.
- Alchimia (2015), para voces femeninas y ensamble.
- Kindred Hearts (2015), para barítono y piano.
- Ensueño (2015), musical corto con libreto de Mario Mendoza, para tres cantantes, violín, guitarra, teclados y percusión.
- R (2018), ópera de cámara en cuatro actos basada en R.U.R. de Karel Čapek, con libreto de Richard J. Lewis.
- Eclipses, Escena 15 (2020), escena final de la ópera Eclipses, con libreto de Maritza Núñez, en colaboración con otros 14 compositores peruanos.
- Eulogy (2020), tríptico de canciones para soprano, clarinete y piano.
- Ídolos (2021), ópera de cámara, libreto de Maritza Núñez.
- Hologramas (2021), escena operática, libreto de Maritza Núñez.
- Dear Diary (2022), mini ópera de cámara para soprano, tenor y piano, basada en extractos de "Los Diarios de Adán y Eva", de Mark Twain.
- The Dagger (2023), ópera de cámara en dos actos basada en Macbeth, de William Shakespeare.
- Asteria (2025), ópera de cámara en un acto basada en "La Odisea", para tenor, piano digital y multimedia

### Música incidental
- Thou Shalt Not Dance (1999), música para Las Brujas de Salem, de Arthur Miller.
- Bloodline (2000), música para una adaptación teatral de Yo, Claudio, de Robert Graves.
- The Worship of the Senses (2002), música para una adaptación teatral de El Retrato de Dorian Gray, de Oscar Wilde.
- Cartas del Canadá (2006), música para Los árboles mueren de pie, de Alejandro Casona.
- Tango Solo (2010), música para la obra del mismo nombre, de Maritza Núñez.

### Música cinematográfica
- La Prueba (2006), de Judith Vélez.
- Dragones: Destino de Fuego (2006), de Eduardo Schuldt.
- La Gran Sangre (2007), de Jorge Carmona.
- Vidas Paralelas (2008), de Rocio Lladó.
- Tarata (2009), de Fabrizio Aguilar.
- El Delfín. La Historia de un Soñador (2009), de Eduardo Schuldt.
- Holy Popcorn (2013), de Ramón de Los Santos.
- La Amante del Libertador (2014), de Rocío Lladó.
- La Hora Azul (2014), de Evelyne Pegot-Ogier.

### Otros
- Hypnagogia (2004), para sintetizadores.
- Peruvian Fanfare N.º 1 (2014), para banda de concierto.